# Jhony Rios
Johnny Alberto Rios Torres (sinh ngày 14 tháng 3 năm 1985) là một cầu thủ bóng đá người Colombia, thi đấu cho Luis Ángel Firpo ở Salvadoran Primera División.